# Guldbagge 1968

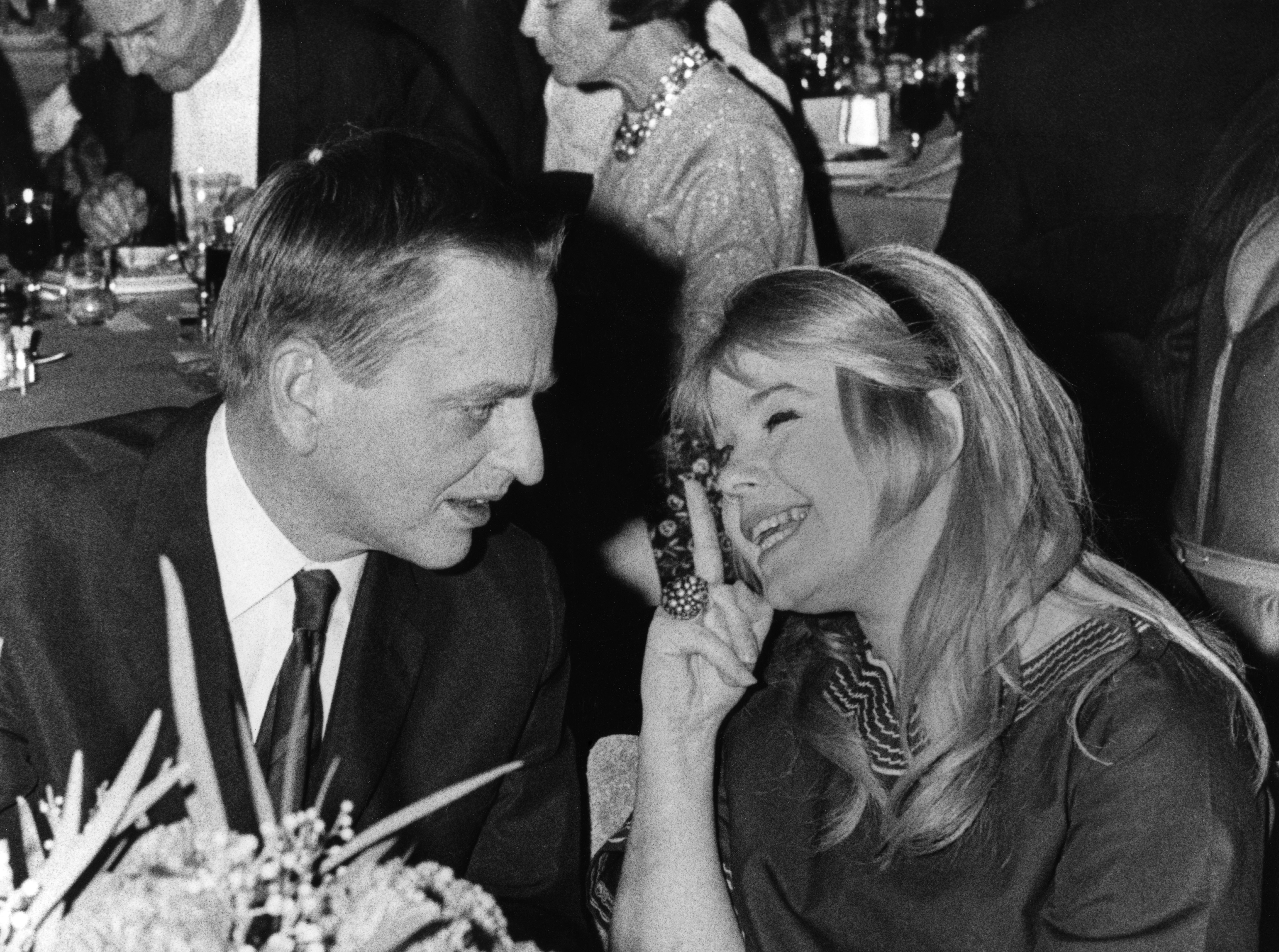
Olof Palme e Lena Nyman alla cerimonia del Premio Guldbagge 1968

La 5ª edizione del Premio Guldbagge, che ha premiato i film svedesi del 1967 e del 1968, si è svolta a Stoccolma il 21 ottobre 1968, presentata da Harry Schein, fondatore dello Svenska Filminstitutet, e da Olof Palme.

## Vincitori
Miglior film
- Ugo e Josefin (Hugo och Josefin), regia di Kjell Grede

Miglior regista
- Kjell Grede - Ugo e Josefin (Hugo och Josefin)

Miglior attrice
- Lena Nyman - Io sono curiosa (Jag är nyfiken - en film i gult) e Jag är nyfiken - en film i blått

Miglior attore
- Halvar Björk - Bagnanti (Badarna)